# 森山沾一
森山 沾一（もりやま せんいち、1946年7月 - ）は、日本の教育社会学者。

## 略歴
- 1946年7月 - 誕生
- 1969年 - 九州大学教育学部教育学科 卒業
- 1972年 - 同大学院教育学研究科 卒業
- 1992年 - 福岡県立大学人間社会学部 教授 就任
- 1997年 - 博士（教育学）（九州大学）の学位取得
- 2001年 - 西日本文化賞 受賞
- 2008年7月13日 - 『ふだん着の温泉』「心ぬくもるばい 炭鉱の湯～福岡・松原温泉～」に出演。
- 2010年 - ふくおか地域づくり活動賞 受賞

## 著書
- 1984年 - 『部落解放教育の地域的形成 : 自己教育の生成と展開』 明石書店
- 1995年 - 『社会「同和」教育の地域的形成に関する研究』 明石書店 ISBN 4-7503-0677-0
- 2004年 - 『市町村における人権施策の取組について』 長崎県県民生活環境部人権・同和対策室

## 編著
- 1997年 - 『ボランティア・ネットワーキング－市民社会と生涯学習』 東洋館
- 2002年 - 『人権教育のための国連10年－新しい「同和教育」』 福岡県部落解放・人権研究所

## 共編
- 1995年 - 『生涯学習時代の人権』 黒沢惟昭 明石書店 ISBN 4-7503-0679-7

## 博士論文
- 1997年 - 『社会「同和」教育の地域的形成に関する研究 - 政策と実践展開課程分析を中心として』 九州大学 乙第6358号

## 文部省科学研究費補助金研究成果報告書
- 1993年 - 『社会同和教育の地域的展開と計画に関する実証的研究』 福岡県立大学

## 参考資料
- 研究者紹介
- ふくおかしあわせの輪・人材情報
- 『ふだん着の温泉』「心ぬくもるばい 炭鉱の湯～福岡・松原温泉～」2008年7月13日放送